# Дубравчани
Дубравчани су насељено место у саставу општине Нетретић у Карловачкој жупанији, Република Хрватска.

## Историја
До територијалне реорганизације у Хрватској налазили су се у саставу старе општине Дуга Реса.

## Становништво
На попису становништва 2011. године, Дубравчани су имали 243 становника.

## Попис1991.
На попису становништва 1991. године, насељено место Дубравчани је имало 325 становника, следећег националног састава:
| Попис 1991.‍ | Попис 1991.‍ | Попис 1991.‍ | Попис 1991.‍ | Попис 1991.‍ |
| ----------- | ----------- | ----------- | ----------- | ----------- |
|             |             |             |             |             |
| Хрвати      | Хрвати      |             | 323         | 99,38%      |
| Југословени | Југословени |             | 1           | 0,30%       |
| Срби        | Срби        |             | 1           | 0,30%       |
| укупно: 325 |             |             |             |             |